# Клавулина аметистовая
Рога́тик амети́стовый, клавули́на аметистовая (лат. Clavulina amethystina) — вид грибов, входящий в род Клавулина (Clavulina) семейства Клавулиновые (Clavulinaceae).

## Описание
Плодовое тело неправильной формы, сильно разветвлённое почти от основания, фиолетового цвета, в нижней части беловатое, часто с продольными бороздками, 2—6 см высотой и 2—4 см шириной.
Мякоть одного цвета с поверхностью, без заметных вкуса и запаха.
Гифальная система мономитическая, гифы гиалиновые, вздутые, тонкостенные. Базидии двуспоровые, цилиндрические. Споры не амилоидные, с крупной масляной каплей, широкоэллиптические до почти шаровидных.
Часто принимается за другой вид, Clavaria zollingeri, который хорошо отличается четырёхспоровыми базидиями, а также более мелкими спорами, как правило, его плодовые тела менее разветвлённые.

## Распространение
Встречается на земле в лесах, в Евразии и Северной Америке.

## Синонимы
- Clavaria amethystina Bull., 1791basionym
- Ramaria amethystina (Bull.) Gray, 1821